# Eleutherodactylus dilatus
Espèce
Synonymes
- Tomodactylus dilatus Davis & Dixon, 1955

Statut de conservation UICN

 EN B1ab(iii)+2ab(iii) : En danger
Eleutherodactylus dilatus est une espèce d'amphibiens de la famille des Eleutherodactylidae.

## Répartition
Cette espèce est endémique du Guerrero au Mexique. Elle se rencontre dans les environs de Chilpancingo vers 2 250 m d'altitude dans la Sierra Madre del Sur.

## Publications originales
- Davis & Dixon, 1955 : Notes on Mexican toads of the genus Tomodactylus with the descriptions of two new species. Herpetologica, vol. 11, p. 154-160.